# Auyokawa jezik
Auyokawa jezik (auyakawa, awiaka; ISO 639-3: auo), izumrli čadski jezik koji se nekada govorio na području nigerijske države Jigawa.
Pripadnici etničke grupe (plemena) zovu se Auyoka ili Auyokawa i srodni su sa Shirawa i Teshenawa. Etnička populacija preko 3 000, ali su miješani s emigrantima plemena Filane koji su prihvatili njihovo ime.

## Vanjske poveznice
- Ethnologue (14th)
- Ethnologue (15th)